# Mk.91 ミサイル射撃指揮装置
Mk.91 ミサイル射撃指揮装置（英語: Mark 91 Guided Missile Fire Control System, Mk.91 GMFCS）は、アメリカ海軍の個艦防空ミサイル（短SAM）用の射撃指揮装置。北大西洋条約機構（NATO）諸国で共同開発したNATOシースパロー・システム（NSSMS）Mk.57のアメリカ海軍での制式名である。

## 来歴
NSSMSは、アメリカ海軍が配備していたシースパローBPDMSの改良型として開発された。1966年冬にNATO海軍兵器グループ（Naval Armaments Group）に対して提案がなされ、1967年のエイラート事件を受けて開発は加速された。当初の参加国は、アメリカ合衆国のほかにデンマーク、イタリア、ノルウェーであった。また1970年にはベルギーとオランダが、1977年には西ドイツが、1982年にはカナダとギリシャが、そして1992年にはスペインが加わっている。1969年9月、アメリカのレイセオン社が主契約者として選定され、1973年には生産契約が締結された。レイセオン社のほか、デンマークのテルマ・エレクトロニクス社、イタイアのセレニア社、ノルウェーのコングスベルグ社も生産に参加した。
運用試験は、まずアメリカ海軍のフリゲート「ダウンズ」で、ついでノルウェー海軍のフリゲート「ベルゲン」でも行われ、1973年4月までに完了した。最初の量産機は1975年に引き渡された。

## 構成
射撃指揮レーダーとしては、Mk.78方位盤上にMk.95イルミネーターを架して使用するのが標準的な構成であった。また、射撃指揮コンピュータとしては、ノルウェーのコングスベルグ（NFT）社のMk.157が用いられた。シースパロー・ミサイルの発展に応じて、下記のようなバリエーションが順次に開発されている。
Mk.91 mod.0,1
RIM-7H用。mod.0はレーダー1基、mod.1はレーダー2基の構成。
Mk.91 mod.2,3
RIM-7M/P用の改良型。
Mk.91 mod.4,5
ESSM対応の改良型。
Mk.91 mod.6,7
全面的な再設計版（RNSSMS）
また、射撃指揮レーダーをオランダのシグナール（現在のタレス・ネーデルラント）社のWM-20シリーズやSTIRシリーズに変更したり、ミサイルをイタリアのアスピーデに変更したりするなど、各国で様々な派生型が開発された。アメリカ海軍では、システム固有の低空警戒レーダーとしてTAS Mk.23を連接したAN/SWY-1に発展している。